# 어글리 멜라니
《어글리 멜라니》(영어: Ugly Melanie/Vilaine)는 2008년에 개봉한 프랑스 영화이다.

## 출연
- 마릴루 베리 - 멜라니
- 프레데릭 벨 - 오로르
- 피에르 프랑소와즈 마틴 라발 - 마르티네즈
- 조시핀 드 모 - 블랑딘
- 엘리스 폴 - 제시카

## 한국판 성우진(KBS)
- 차명화 - 멜라니(마릴루 베리)
- 소연 - 오로르(프레데릭 벨)
- 김준 - 마르티네즈(피에르 프랑소와즈 마틴 라발)
- 전숙경 - 블랑딘(조시핀 드 모)
- 임주현 - 제시카(엘리스 폴)
- 김옥경 - 멜라니의 엄마(샹탈 로비)
- 이연희 - 멜라니의 할머니(릴리안 로브레)
- 윤세웅 - 죄없는 드록바(토마스 느기율)
- 이장원 - 의사(테트릭 에두아르드 수스)
- 유동균 - 조나단(질 알마)
- 유호한 - 에미릭(탈스 뫼리스)
- 김세한 - 내레이션(쟝 클로드 드레이퍼스)